# La Vernotte
La Vernotte är en kommun i departementet Haute-Saône i regionen Bourgogne-Franche-Comté i östra Frankrike. Kommunen ligger i kantonen Fresne-Saint-Mamès som tillhör arrondissementet Vesoul. År 2022 hade La Vernotte 77 invånare.

## Befolkningsutveckling
Antalet invånare i kommunen La Vernotte
| Referens: INSEE |